# Teyssières
Teyssières é uma comuna francesa na região administrativa de Auvérnia-Ródano-Alpes, no departamento de Drôme. Estende-se por uma área de 28,09 km². Em 2010 a comuna tinha 82 habitantes (densidade: 2,9 hab./km²).